# Белое Озеро (Николаевский район)
Белое Озеро —поселок в Николаевском районе Ульяновской области в составе Дубровского сельского поселения. 

## География
Находится на расстоянии примерно 18 километров на юго-запад по прямой от районного центра поселка Николаевка.

## История
Основано в 1926 году, когда здесь стали строить пионерские лагеря и дома отдыха.  
На конец 1980-х — начало 1990-х было построено три дома отдыха, один санаторий, 12 пионерских лагерей и баз отдыха, автокемпинг. За летний сезон отдыхают до 30 тысяч человек. 

## Население
Население составляло 331 человек (русские 54%, мордва 31%) в 2002 году, 309 по переписи 2010 года.

## Инфраструктура
Санаторий «Прибрежный», базы отдыха, кемпинги.

## Достопримечательности
- Реликтовое озеро Белое[5].
- Район Белого озера является местом для лечения детей с лёгочными и сердечно-сосудистыми заболеваниями. В 1990 году получено заключение геологических организаций о вероятности выявления в зоне озера минеральных вод и торфяных грязей с лечебными и бальнеологическими свойствами. В настоящее время почти всё побережье озера, которое составляет около 70 гектар, освоено под здравницы, образующих курортную зону.

## Происшествия
- 29 октября 1941 года, не далеко от Белого озера потерпел крушение транспортный самолёт ПС-84[6][7]. Погибшие похоронены в братской могиле, на кладбище поселка. Ныне — Памятник истории и культуры регионального значения — «Братская могила 24 советских лётчиков, погибших при воздушной катастрофе в октябре 1941 года», установлен на кладбище посёлка Белое озеро Николаевском районе Ульяновской области[8].